# Alraune (film, 1918)
Az Alraune – fantasztikus dráma öt felvonásban 1918-ban forgatott magyar sci-fi horror némafilm Kertész Mihály és Fritz Ödön rendezésében. A filmnek nem maradt fenn példánya.
A történet Hanns Heinz Ewers regényének feldolgozása, amelyben egy őrült tudós ember és mandragóra keresztezésével kapcsolatos kísérleteinek eredménye egy gyönyörű de lélektelen, démoni nő.

## Szereplők
- Brinken professzor – Gál Gyula
- Alraune – Szöllősi Rózsi
- Frank Braun – Körmendy Kálmán
- Alma Raune, Alraune anyja – Malatinszky Böske
- Gontran Farkas – Erdélyi Géza
- Gontran Sebestyén, a jogtanácsos – Kardos Andor
- Petersen tanársegéd – Krupka András (K. Kovács Andor néven)
- Manesse ügyvéd – Árnyai Károly
- Lux Margit
- Szlatényi Violetta
- Törzs Jenő
- Daniel Viktor
- Szobierszki Boleszlav
- Amerikai táncospár

## Forgatási helyszínek
- Hunnia Filmvállalat (Hungaria Filmgyár) stúdiója
- A budai dunaparton, a helyiérdekű vasút kupéjában vették fel Frank Braun hazautazási jelenetét.

## Érdekességek
A regényt ebben az időszakban többen is feldolgozták filmen. 1918-ban Alraune, die Henkerstochter, genannt die rote Hanne (az Egyesült Államokban: Sacrifice) címmel Illés Jenő és Joseph Klein, illetve 1919-ben Alraune und der Golem címmel Nils Olaf Chrisander. Később Henrik Galeen (Alraune, 1928), Richard Oswald (Alraune, 1930) és Arthur Maria Rabenalt (Alraune, 1952) filmesítette meg a regényt.